# Rona - Alpe
Rona - Alpe (francosko Rhône-Alpes, francoska izgovorjava: [ʁon alp] ()) je bila upravna regija Francije. Od 1. januarja 2016 je del nove regije Auvergne - Rona - Alpe. Leži ob na vzhodni meji države, proti jugu. Regija je dobila ime po reki Roni in pogorju Alp. Njeno glavno mesto Lyon je za Parizom drugo največje metropolitansko območje v Franciji. Rona - Alpe ima šesto največje gospodarstvo v kateri koli evropski regiji.

## Geografija
Regija leži na jugovzhodu Francije. Sosednji regiji (pred letom 2016) sta bili Burgundija in Franche-Comté na severu, Auvergne na zahodu, Languedoc-Roussillon na jugozahodu in Provansa - Alpe - Azurna obala na jugu. Vzhodni del regije je v Alpah in meji na Švico in Italijo. Vzhod regije pokrivajo Francoske Alpe, katerih najvišja gora Mont Blanc. Osrednji del regije obsega rečni dolini Rone in Saône. Sotočje teh dveh rek je pri Lyonu. Zahodni del regije vsebuje začetek gorovja Centralni masiv. Regija meji ali vsebuje tudi večja jezera, kot sta Ženevsko jezero (Lac Léman) in Annecy (jezero). Ardèche teče skozi jugozahodni del regije, kjer je izdolbla najglobljo sotesko v Evropi.
Kot v preostali Franciji je francoščina edini uradni jezik v regiji. Do sredine 20. stoletja je bil arpitan široko razširjen v celotni regiji, medtem ko je veliko prebivalcev na jugu govorilo različice okcitanščine; oba sta v tej regiji v strmem upadu. Obstajajo priseljenske populacije iz Armenije, Italije, Severne Afrike, Poljske in Portugalske ter drugod.
Regijo Rona - Alpe sestavljajo naslednji departmaji:
- Ain (01). Glavno mesto: Bourg-en-Bresse
- Ardèche (07). Glavno mesto: Privas
- Drôme (26). Glavno mesto: Valence
- Isère (38). Glavno mesto: Grenoble
- Loire (42). Glavno mesto: Saint-Étienne
- Rhône (69). Glavno mesto: Lyon
- Savoie (73). Glavno mesto: Chambéry
- Haute-Savoie (74). Glavno mesto: Annecy

In od leta 2015 metropola s statutom teritorialne skupnosti:
- Metropola Lyon (69). Glavno mesto: Lyon

### Jezera
V regiji je šest glavnih jezer:
- Paladru (jezero)
- Aiguebelette (jezero)
- Bourget (jezero)
- Annecy (jezero)
- Nantua (jezero)
- Ženevsko jezero

## Prefekture
Prefekture, navedene v padajočem vrstnem redu glede na velikost:
- Lyon (Rhône)
- Grenoble (Isère)
- Saint-Étienne (Loire)
- Valence (Drôme)
- Chambéry (Savoie)
- Annecy (Haute-Savoie)
- Bourg-en-Bresse (Ain)
- Privas (Ardèche)

## Zgodovina
Čeprav so bili ljudje v regiji Rona - Alpe že od prazgodovine, so bili prvi zabeleženi naseljenci v regiji Galci (Kelti). Ustanovili so mesta, kot je Lyon in regija je trgovala s severno in južno Evropo. Večina območja je postala del rimskega ozemlja med invazijo na keltsko Galijo pod vodstvom Julija Cezarja in je bilo v različnih obdobjih del regije Lugdunska Galija. Sam Lyon (Lugdunum) je postal glavno mesto v Rimskem cesarstvu.
Regija, razen Savoie, je bila del merovinškega in [[Karolingi|karolinškega]g kraljestva, preden je postala kraljevo ozemlje pod Kapetingi. Ker je zgodaj v francoski zgodovini postalo kraljevo ozemlje, so bili kulturni, politični in gospodarski vplivi ter razvoj vzporedni s tistimi v večji Franciji. (Glej zgodovino Francije)
Za časa verskih vojn je provinca Vivarais (Ardèche) postala močno oporišče protestantskih hugenotov in kot taka bila tudi simbol upora proti francoski monarhiji. V začetku francoske revolucije so se postavili ob bok revolucionarjem, kasneje pa se zaradi radikalnih sprememb obrnili proti njim.
V tem času je bila s francosko revolucionarno vojsko zavzeta zgodovinska pokrajina Savoja, ki je bila pred tem dolgo časa samostojna grofija, nato pa skupaj s Piemontom del Sardinskega kraljestva, dokončno pa je pripadla Franciji 24. marca 1860 po plebiscitu.

## Gospodarstvo
Rona - Alpe je uspešna regija, kar je razvidno iz njenega BDP na prebivalca v višini približno 31.231 € (40.000 $), kar je več od francoskega povprečja, in povprečnega dohodka 35.910 € (50.246 $), njeno gospodarstvo je drugo po velikosti takoj za Île-de-France v Franciji. To je mogoče pripisati raznolikosti proizvodnje v različnih sektorjih. Regija je eden od štirih motorjev za Evropo.
- Zlasti industrija:
  - Svetlobna tehnika in visoka tehnologija
  - Strojništvo na območju Annecyja
  - Natančna obdelava na območju Cluses
- Storitve, zlasti:
  - Visokotehnološke industrije, nanotehnologija, biotehnologija, zlasti v Grenoblu z 62.300 delovnimi mesti[3] v teh sektorjih zahvaljujoč prisotnosti Polygone Scientifique, Inovallée in nekaterih velikih podjetij, kot je Schneider Electric.
  - Optika in oblikovanje v Saint-Étiennu
  - Posebej priljubljen turizem z Alpami (za smučanje), Lyonom in Grenoblom (za kulturo) ter Ardèche (pustolovski športi/kampiranje)
  - Izobraževanje z velikimi univerzami v Lyonu, Grenoblu in Saint-Étiennu.

V preteklosti je bilo rudarstvo, zlasti premogovništvo, pomemben sektor, zlasti v okolici Saint-Étienna, čeprav se je od leta 1970 zmanjšalo.
Območje regije, ki leži blizu Švice, ima gospodarstvo, povezano z ženevskim. To območje tvori zaledje za Geneva hub.
Trikotnik Lyon, Saint-Étienne in Grenoble prispeva regiji 145 milijard € BDP. Če k temu dodamo še Valence, je skoraj 150 milijard evrov. Poleg tega ima samo Lyon bruto metropolitanski proizvod približno 85 milijard evrov.
Regija je od 10. julija 2007 del Evroregije Alpe-Mediteran.

## Večja mesta
| Annecy     | Saint-Chamond          | Bourg-en-Bresse | Saint-Étienne    |
| Bron       | Saint-Martin-d'Hères   | Chambéry        | Thonon-les-Bains |
| Grenoble   | Valence                | Lyon            | Vaulx-en-Velin   |
| Montélimar | Villeurbanne           | Roanne          | Vénissieux       |
| Vienne     | Villefranche-sur-Saône | Dabussy         |                  |

## Zimske olimpijske igre
Regija Rona - Alpe je trikrat gostila zimske olimpijske igre; leta 1924 v Chamonixu, 1968 v Grenoblu in 1992 v Albertvillu.

## Turizem
Regija Rona - Alpe, ki leži med Parizom in Azurno obalo, na meji s Švico in Italijo ter ponuja dostop do dveh mednarodnih letališč (Lyon in Ženeva), železniških povezav in obsežnega omrežja avtocest, je na »križišču« Evrope«.
Z osmimi naravnimi parki in neprimerljivimi kraji, kot sta Mont Blanc in soteska l’Ardèche, Rona - Alpe ponuja široko paleto različnih pokrajin: gore, vinograde in blage doline, polja sivke in oljčne nasade.
Vsaka oblika športa je na voljo v naravnem okolju: smučanje, pohodništvo, gorsko kolesarjenje ali celo jadralno padalstvo in vožnja s kanujem. Poleg tega, da je gostila tri zimske olimpijske igre, ker ima največja smučišča na svetu, je Rona - Alpe druga najpomembnejša golfska regija v Franciji z več kot 60 igrišči.
Navdušenci nad umetnostjo in kulturo ne bodo razočarani nad regionalnimi Villes d’Art: Lyon, ki ga Unesco uvršča na seznam svetovne dediščine, Annecy, Grenoble, Chambéry in Saint-Étienn.
In nenazadnje, poznavalci dobre hrane in vina bodo navdušeni z izbiro lokalnih specialitet, ki jih lahko poskusijo skupaj z beaujolaisom ali Côtes du Rhône, in velikim številom znanih restavracij (s Paulom Bocuseom na vrhu seznama) v regiji.

### Gastronomija
Lyon je poznan kot gastronomsko središče Francije in specialitete, ki jih strežejo v njegovih tradicionalnih bouchonsih, vključujejo lyonsko klobaso, prefinjeno salamo (tam znano kot rosette), vampe in quenelles. V vzhodnem delu regije ima hrana alpski okus z jedmi, kot so fondue, navadni raclette, gratin dauphinois in gratin savoyard. Regija je znana tudi po perutnini Bresse in številnih vrstah sirov, vključno s Tomme de Savoie, Bleu de Bresse, Reblochon, Saint-Marcellin in Vacherin du Haut-Doubs.
Vina v tej regiji so beaujolais, Côtes du Rhône in savojsko vino. V regiji izdelujejo liker Chartreuse.
Lyon je dom zelo tipičnih in tradicionalnih restavracij: bouchons. Bouchons so običajno družabne restavracije, ki strežejo lokalne jedi in lokalna vina.
Lyon je znan po jutranjih prigrizkih, mâchons, sestavljenih iz lokalnih mesnin, zlasti rozete, ki jih običajno spremlja rdeče vino beaujolais. Tradicionalne lokalne jedi so saucisson de Lyon (klobasa), andouillette, coq au vin, esox (ščuka) quenelle, gras double (vampi, kuhani s čebulo), salade lyonnaise (zelena solata s slanino, krutoni in poširanim jajcem), marrons glacés in cardoon au gratin.